# Костенко Олександр Федорович
Олександр Федорович Косте́нко (нар. 30 квітня 1938, Київ) — український художник; член Спілки радянських художників України (Київська організація) з 1975 року. Син художника Федора Костенка, брат художниці Зої Костенко.

## Біографія
Народився 30 квітня 1938 року в місті Києві (нині Україна). 1963 року закінчив Київський художній інститут, де навчався у Володимира Костецького, Олексія Шовкуненка.
Мешкає у Києві, в будинку на вулиці Великій Житомирській, № 29а.

## Творчість
Працює у галузі станкового живопису, у реалістичному стилі створює портрети, пейзажі, тематичні картини на тему німецько-радянської війни. Серед робіт:
- «Клятва Івана Туркенича та могилі молодогвардійців» (1957);
- «Почесна громадянка міста Слов'янськ І. Іванова» (1967);
- «Зіновій Толкачов» (1968);
- «Після весняного дощу» (1973);
- «Київське море» (1973);
- «Т. Брилон» (1975);
- «Повернулися» (1984);
- «Квітуча груша» (1987);
- «Леся Українка на святі Івана Купала» (1988);
- «Катруся» (1990);
- «Хризантеми» (1993);
- «Донька» (1995);
- «Півонії і жасмин» (1998);
- «Гайові квіти» (2001);
- «Іриси» (2005);
- «Квітнуть кульбаби» (2008);
- «Нагідки і калина» (2010).

Автор діорами «Форсування річки Дніпро під Черкасами. 1943 рік» у Черкаському краєзнавчому музеї (1985).
Крім згаданого музею, роботи митця зберігаються у Луганському краєзнавчому музеї, Корсунь-Шевченківському історичному музеї, Музеї культури та побуту Уманщини, Меморіальному музеї академіка Данила Заболотного у селі Заболотному Вінницької області.